# Мунджі
Мунджі — мова мунджанців, поширена в афганській провінції Бадахшан. Належить до памірських мов іранської групи. Споріднена з мовою їдга в Пакистані (56-80% збігів). Разом з останнім іноді розглядається як окрема їдга-муджнанська мова. Схожа з пуштунською мовою/діалектом ванеці.